# Arrow Electronics
Arrow Electronics ist, als international tätiger US-amerikanischer Elektronik- und Informationstechnik-Distributor, Anbieter von Technologieprodukten und Dienstleistungen.
Arrow steht im Fortune 500 2024 auf Rang 481 der umsatzstärksten Unternehmen der Welt und ist der viertgrößte Distributor hinter WT Microelectronics Co., Ltd, WPG Electronics und Avnet Electronics der Welt.
Die Geschäftsbereiche teilen sich auf in Electronic Components, Enterprise Computing Solutions (ECS) und Arrow Intelligent Solutions (AIS). Damit kann der gesamte Produktlebenszyklus von der Ideenfindung, Entwicklung, Prototypenerstellung und Einführung neuer Produkte bis hin zu Fertigung und dem globalen Vertrieb abgedeckt werden.
Arrow Electronics ist offizieller Technologiepartner des McLaren Racing Formel 1 Teams und Partner des Arrow McLaren IndyCar Teams.
Die Arrow Central Europe GmbH hat ihren europäischen Hauptsitz in Neu-Isenburg in Deutschland.

## Geschichte
Arrow Electronics wurde 1935 als einzelnes Radiogeschäft in der Radio Row in Manhattan gegründet. 1968 übernahmen Glenn, Green & Waddell für eine Million US-Dollar das Unternehmen. 1971 war Arrow der zehntgrößte Händler von Elektronikteilen in den USA, der Marktführer Avnet war jedoch noch achtmal so groß. In den 1970ern wurde eine aggressive Wachstumsstrategie verfolgt, 1974 ein computergestütztes Inventursystem eingeführt. 1979 übernahm Arrow Cramer Electronics und ging an die Börse (NYSE).
Bei einem Hotelfeuer 1980 wurden 13 leitende Manager getötet. Waddell rekrutierte daher 1982 Stephen P. Kaufman von McKinsey. Zuerst als Präsident und von 1986 bis 2000 als CEO tätigte er etwa 50 Unternehmensübernahmen und expandierte international.